# Michael Bürger
Michael Bürger, russisch Михаил Бюргер (* 1686 in Memel; † 22. Juli 1726 in Sankt Petersburg) war ein deutsch-baltischer Mediziner, der 1726 für kurze Zeit in Sankt Petersburg tätig war.

## Leben
Bürger studierte Medizin an der Universität Leiden und an der Universität Königsberg, wo er mit der Arbeit De lumbrici promoviert wurde. Anschließend arbeitete er als praktischer Arzt (wahrscheinlich in Libau). Sein Studienfreund Laurentius Blumentrost, der 1724 Gründer und der erste Präsident der Petersburger Akademie der Wissenschaften wurde, bat ihn, die Fakultät für Chemie und Praktische Medizin zu leiten, obwohl Bürger keine Erfahrungen und Leistungen auf dem Gebiet der Chemie vorweisen konnte. Er nahm das Angebot an, wurde 1725 zum Professor für Chemie und Praktische Medizin ernannt und in die Akademie aufgenommen.
Er kam jedoch erst im März 1726 nach Sankt Petersburg und starb bereits im Juli an den Folgen eines Unfalls.
Wie der Mathematiker Christian Goldbach in einem Nachruf schrieb, können wir bis zur Vorlage zuverlässiger Dokumente über Bürgers Leben absolut nichts sagen. Ebenso ist über wissenschaftliche Werke Bürgers nichts bekannt.